# Andrei Busuioc
Andrei Busuioc (n. 5 septembrie 1985, Negrești, România) este un senator român, ales în 2020 din partea AUR. 